# Anthony Pascal
Pour les articles homonymes, voir Pascal.
Anthony Pascal (également connu sous le nom de Konpè Filo), né le 11 mars 1953 et mort le 31 juillet 2020 à Mirebalais, est un journaliste et acteur haïtien. Il fut l'animateur de l’émission « Kalfou » sur la Radio Télé Ginen.

## Biographie
Anthony Pascal a une carrière d'environ 50 ans dans la presse haïtienne. Dans les années 1970, il animait l’émission « Tandem » sur la Radio Haïti Inter. Il a été arrêté, sévèrement molesté par les sbires de Jean-Claude Duvalier avant d’être exilé en 1980. Il retourna en 1986 en Haïti et s’engagea dans le vaudou haïtien. Des années plus tard il animait une émission sur le Canal 11 et il était aussi l’animateur vedette de l’émission Kalfou sur la Radio Télé Ginen. Il a obtenu le nom de "Konpè Filo" sur scène.
Mort à l’âge de 67 ans à l’hôpital universitaire de Mirebalais en juillet 2020, Anthony Pascal est l’un des résistants de la dictature des Duvalier dans la lutte pour la démocratie en Haïti.